# Гарун Ярослав Євстахійович
Ярослав Євстахійович Гарун (нар. 23 жовтня 1937, м. Стрий, нині Львівська область —– 13 липня 1999, м. Дрогобич, Львівська область, Україна) — український науковець, промисловець та управлінець, фахівець у сфері нафтопереробки та нафтохімії, кандидат хімічних наук (1981), член-кореспондент УНГА, був постійним членом Дрогобицького міськвиконкому, депутатом Дрогобицької міської ради.

## Життєпис
Ярослав Гарун народився 23 жовтня 1937 року в м. Стрий, нині Львівська область, у родині Євстахія Гаруна (1904—1966) та Осипи Ортинської (1907—1991). У Ярослава Гаруна було двоє менших братів: Роман (нар. 1939) та Володимир (нар. 1945).
Закінчив із золотою медаллю середню школу. У 1953 році вступив на кафедру хімічної технології переробки нафти та газу нафтового факультету Львівського політехнічного інституту, який закінчив із відзнакою у 1958 році, отримавши спеціальність інженера-технолога з переробки нафти та газу. 
Після закінчення інституту був направлений на  Дрогобицький нафтопереробний завод. На Дрогобицькому НПЗ працював оператором, інженером-конструктором, технологом та начальником цеху.
У 1970 році перейшов працювати на Дрогобицький дослідний завод. Був заступником директора з наукової роботи, з 1982 року — головним інженером. У 1984 році Ярослав Гарун призначений директором заводу.
У 1994 році Науково-виробниче об'єднання малотоннажних мастильних матеріалів «МАСМА», на базі Дрогобицького дослідного заводу, створило ВАТ «Галол». Завод став провідним науково-дослідним центром із розробки технологій присадок різного призначення, мастильних матеріалів, олив, нафтохімічних продуктів спеціального призначення.
За підтримки Ярослава Гаруна в Дрогобицькій видавничій фірмі «Відродження» побачили світ десятки книг з української історії. Він сприяв розвитку баскетболу у місті.
Ярослав Гарун помер 13 липня 1999 року в місті Дрогобичі. Смерть настала після замаху на його життя, який стався у ніч з 8 на 9 липня 1999 року, в його власному будинку по вулиці Івана Франка.

## Наукова діяльність
У 1980 році захистив кандидатську дисертацію «Вплив структури та молекулярномасового складу олігобутенів на їх реакційну здатність із малеїновим ангідридом».Він зробив великий внесок у розвиток нафтопереробної та нафтохімічної промисловості України. Під його керівництвом здійснено розробку та впровадження у виробництво понад 190 видів нової продукції, зокрема малотоннажних мастильних матеріалів та присадок. 
Ярослав Гарун був постійним головою Державної комісії із захисту дипломних проектів випускників хімічних спеціальностей Дрогобицького нафтового технікуму та Національного університету «Львівська політехніка». Він опублікував 96 наукових статей, отримав 104 свідоцтва на винаходи.

## Вшанування пам'яті
23 жовтня 2009 року в Дрогобичі, на вулиці Івана Франка 3, відбулося урочисте відкриття меморіальної дошки Ярославові Гаруну, який мешкав у цьому будинку з 24 листопада 1988 року до 13 липня 1999 року — дня трагічної загибелі.

## Нагороди
- Орден Дружби народів
- «Відмінник нафтопереробної і нафтохімічної промисловості СРСР»
- Грамота Держнафтогазпрому України